# Карл Антон Гогенцоллерн-Зигмаринген
Князь Карл Антон Иоахим Цефирин Фридрих Мейнрад Гогенцоллерн-Зигмаринген (нем. Karl Anton Joachim Zephyrinus Friedrich Meinrad von Hohenzollern-Sigmaringen; 7 сентября 1811, Краухенвис — 2 июня 1885, Зигмаринген) — последний владетельный князь Гогенцоллерн-Зигмаринген (1848—1849), глава старшей (католической) ветви дома Гогенцоллернов.
Глава княжеского дома Гогенцоллерн-Зигмаринген (1849—1885) и Гогенцоллерн-Гехинген (1869—1885).

## Биография
Единственный сын Карла Гогенцоллерна-Зигмарингена (1785—1853), владетельного князя Гогенцоллерн-Зигмаринген (1831—1848), от первого брака с Марией Антуанеттой Мюрат (1793—1847), племянницей французского маршала Иоахима Мюрата.
Родился в замке Краухенвис. Изучал право в университетах Женевы, Тюбингена и Берлина.
Во время революции в Зигмарингене князь Карл отрекся от княжеского престола в пользу своего сына Карла Антона 27 августа 1848 года, однако через год князь Карл был вынужден отдать своё княжество дальнему кузену, прусскому королю Фридриху Вильгельму IV Гогенцоллерну, который присоединил его к Прусскому королевству. 20 ноября 1849 произведен в генерал-майоры. 7 декабря 1849 года князь Карл Антон отказался от своих суверенных прав на княжество Гогенцоллерн-Зигмаринген в пользу Прусского королевства. 20 марта 1850 года король Пруссии дал ему титул «Ваше Высочество», а 18 октября 1861 года — «Королевское Высочество».
После своего отречения князь Карл Антон Гогенцллерн-Зигмаринген был 15 апреля 1852 назначен командиром 14-й прусской дивизии в Дюссельдорфе. Князь проживал с семьей в замке Ёегерхоф в Дюссельдорфе. 22 марта 1853 года был произведен в генерал-лейтенанты прусской армии. В начале Крымской войны князь был отправлен послом Пруссии в Париж, чтобы предотвратить создание англо-французской коалиции против России.
Князь Карл Антон стал заметной фигурой в прусской политике. После падения правительства Монтейфеля и назначения принца Вильгельма регентом при недееспособном брате, короле Фридрихе Вильгельме IV князь Карл Антон Гогенцоллерн был назначен министром-президентом Пруссии, возглавив новое умеренно-либеральное правительство. С 22 ноября 1858 по 28 июня 1860 князь Карл Антон командовал 7-м корпусом германской армии. 31 мая 1859 получил чин генерала от инфантерии.
С 6 ноября 1858 по 8 октября 1862 Карл Антон был министром-президентом Пруссии, после возникновения проблем между королём и парламентом по финансовым причинам он был вынужден уйти в отставку. На посту его сменил Отто фон Бисмарк.
После отставки Карл Антон отошел из активной политической деятельности и сосредоточился на своей роли в качестве главы католической ветви дома Гогенцоллерн-Зигмаринген.
В 1866 году его второй сын Карл стал князем Валахии и Молдавии, а в 1881 году первым королём объединенной Румынии. В 1863 году рассматривался проект предложения трона Мексики, а в 1870 году его старшему сыну, наследному принцу Леопольду, было предложено занять королевский престол в Испании, что стало одним из поводов для начала Франко-прусской войны (1870—1871).
3 сентября 1869 года после смерти своего бездетного дальнего родственника, принца Константина Гогенцоллерна (1801—1869), последнего князя Гогенцоллерн-Гехингена (1849—1869), Карл Антон Гогенцоллерн-Зигмаринген унаследовал его титул и владения.

## Титулы
- 7 сентября 1811 — 27 августа 1848 — Его Светлость Наследный принц Гогенцоллерн-Зигмаринген
- 27 августа 1848 — 20 марта 1850 — Его Светлость Князь Гогенцоллерн-Зигмаринген
- 20 марта 1850 — 18 октября 1861 — Его Высочество Князь Гогенцоллерн-Зигмаринген
- 18 октября 1861 — 3 сентября 1869 — Его Королевское Высочество Князь Гогенцоллерн-Зигмаринген
- 3 сентября 1869 — 2 июня 1885 — Его Королевское Высочество Князь Гогенцоллерн

## Награды и ордена
- Кавалер Большого Креста баденского Ордена Верности (1831)
- Кавалер Большого Креста вюртембергского Ордена Фридриха (1832)
- Кавалер Большого Креста баденского Ордена Церингенского льва (1834)
- Кавалер Большого Креста Ордена Вюртембергской короны (1845)
- Почётный гражданин Дюссельдорфа (1856)

## Семья
31 октября 1834 года в Карлсруэ принц Карл Антон женился на принцессе Жозефине Баденской (21 октября 1813 — 19 июня 1900), дочери великого герцога Карла и Стефании де Богарне. У супругов родились:
- Леопольд (1835—1905), глава княжеского дома Гогенцоллерн-Зигмаринген (1885—1905). С 1861 года женат на принцессе Антонии Марии Португальской (1845—1913)
- Стефания (1837—1859), замужем с 1858 года за королём Португалии Педру V (1837—1861)
- Карл (1839—1914), князь Валахии и Молдавии (1866—1881) король Румынии Кароль I (1881—1914). Женат с 1869 года на принцессе Елизавете цу Вид (1843—1916)
- Антон (1841—1866), прусский офицер, погиб в битве при Садове во время Австро-прусской войны (1866)
- Фридрих (1843—1904), прусский генерал кавалерии. Женат с 1879 года на принцессе Луизе Турн-и-Таксис (1859—1948)
- Мария (1845—1912), в 1867 году вышла замуж за Филиппа Бельгийского (1837—1905).